# ピレンゼピン
ピレンゼピン（英:pirenzepine）とはムスカリン受容体拮抗薬の1つ。M1選択的遮断薬（M1ブロッカー、ムスカリン受容体拮抗薬、Muscarinic antagonist）。胃液分泌を抑制するため胃酸抑制薬として使用される。胃酸抑制作用は壁細胞のM3受容体の抑制に由来する可能性がある。

## 効能・効果
下記疾患の胃粘膜病変（びらん、出血、発赤、付着粘液）並びに消化器症状の改善
急性胃炎、慢性胃炎の急性増悪期、胃潰瘍、十二指腸潰瘍